# Longarone
Longarone (Longarón in veneto e in ladino) è un comune italiano di 4 986 abitanti della provincia di Belluno in Veneto. È noto per essere stato completamente raso al suolo la notte del 9 ottobre 1963 dal disastro del Vajont che provocò quasi 2 000 vittime.

## Geografia fisica
Il territorio si trova lungo la valle del Piave, a sud si apre sull'Alpago e la Valbelluna, a nord presso il confine comunale con Ospitale inizia il territorio del Cadore. A ovest inizia il canale del Torrente Maè, che presso la frazione di Soffranco, immette nel territorio del Zoldano. A est lungo la valle del Vajont, oltre i paesi di Erto e Casso, ha inizio la Val Cellina. Fa parte del Parco nazionale delle Dolomiti Bellunesi.

### Idrografia
I principali corsi d'acqua sono tutti immissari del fiume Piave.
- torrente Desedan
- torrente Maè
- torrente Vajont
- torrente e lago Gallina

## Storia

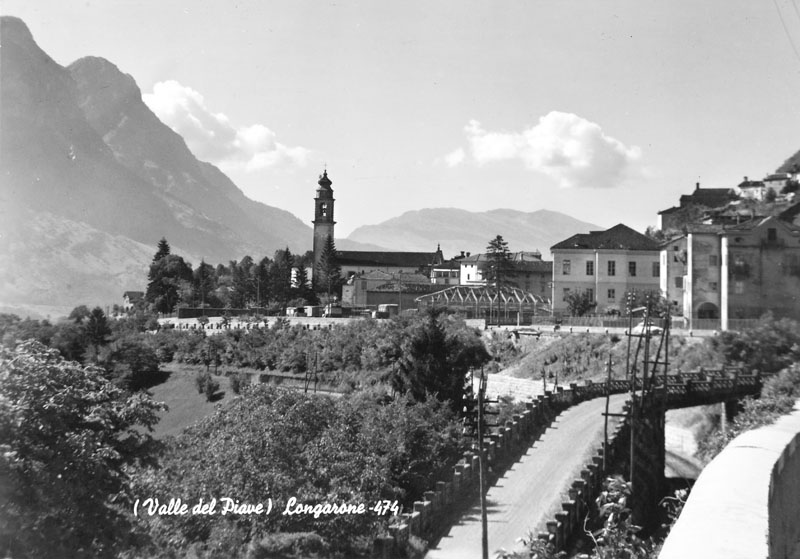

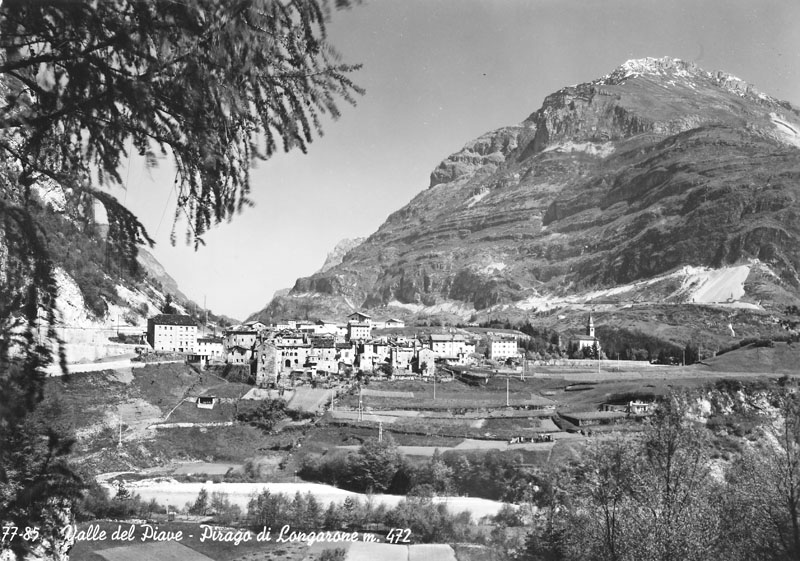

Abitato già in epoca romana, come confermano i resti di tombe romane trovati a Fortogna, Pirago e Dogna e i resti di un'arteria di comunicazione a Roggia. 
Nel basso medioevo fu dominio vescovile fino al 1250, poi divenne possesso di Ezzelino III da Romano, nel 1300 degli Scaligeri, poi dei Da Carrara e infine dei Visconti.
Nel 1420 divenne dominio della Repubblica di Venezia di cui seguì la storia. Il 7 giugno 1623 nacque la regola di Longarone-Igne-Pirago, che nel 1712 divenne "Magnifica".
Durante il periodo napoleonico nel 1806 Longarone venne elevato a comune e nel 1866 venne annesso all'Italia.
Durante la prima guerra mondiale Longarone fu sede di una nota battaglia, il 9 novembre 1917, della quale fu protagonista l'allora giovane tenente Erwin Rommel.
Nel dicembre 1959 la cittadina diede vita alla prima Fiera del Gelato: Longarone è la sede della Mostra Internazionale del Gelato Artigianale (MIG).
Questo anche grazie alla tradizione ultracentenaria delle storiche famiglie di gelatieri che, dai comuni della limitrofa Val di Zoldo, hanno contribuito in maniera determinante a far conoscere il gelato artigianale tradizionale italiano in Italia, Germania, Austria, Paesi Bassi e nel mondo intero.

### Disastro del Vajont

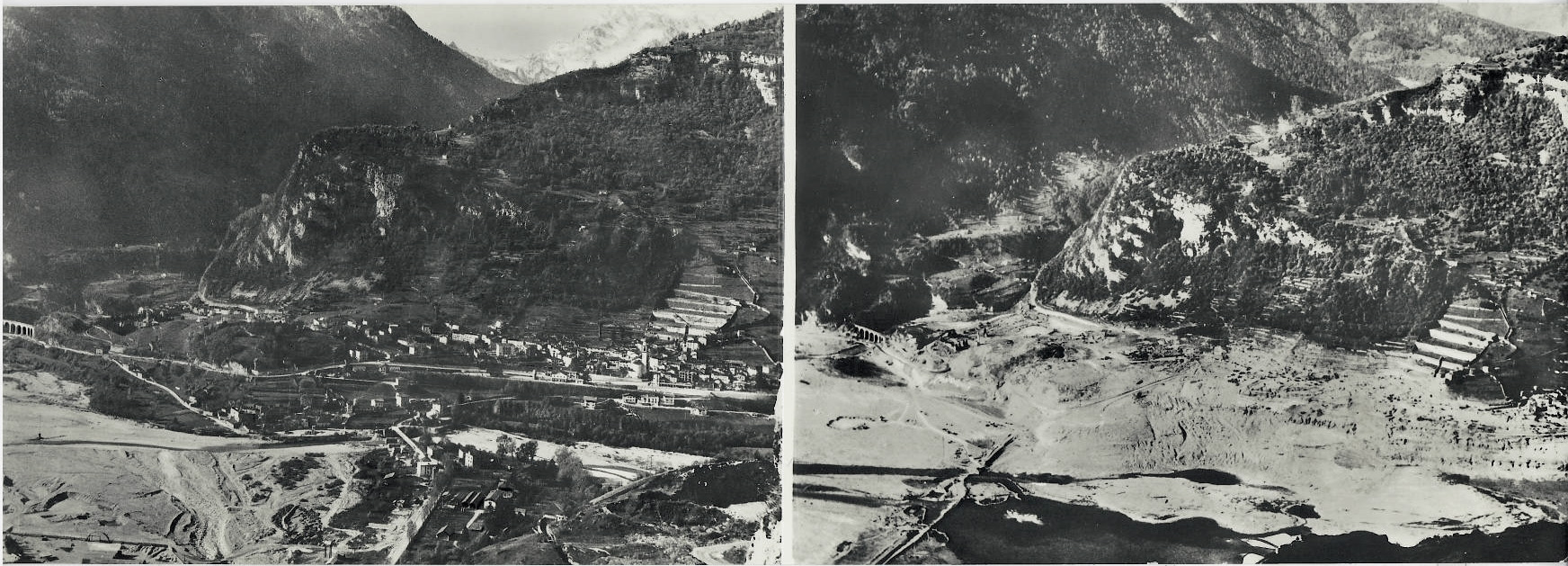
Longarone prima e dopo il disastro del Vajont.

Il 9 ottobre 1963, alle ore 22:39, il paese fu colpito dal disastro del Vajont, una strage causata da una frana staccatasi dal monte Toc, di fronte a Erto e Casso, e precipitata nel bacino artificiale creato dalla diga del Vajont, provocando un'onda che scavalcò la diga e travolse il paese sottostante, distruggendolo e provocando 1 917 morti di cui 1 458 solo a Longarone.

### La fusione con Castellavazzo
L'attuale assetto amministrativo è stato istituito ex novo dalla fusione dei preesistenti comuni di Longarone e Castellavazzo in base alla legge regionale 9 del 21 febbraio 2014. Quest'ultima è stata promulgata in seguito a un referendum consultivo in cui il 78,5% dei votanti si era espresso favorevolmente alla costituzione del nuovo ente. 

### Simboli
Lo stemma e il gonfalone del comune sono stati concessi con decreto del presidente della Repubblica del 20 ottobre 2014.
Il gonfalone è un drappo partito di rosso e di bianco.
Lo stemma del nuovo comune di Longarone è pressoché identico a quello di Castellavazzo, il cui territorio è stato unito al primo nel 2014, affinché potesse essere salvaguardato almeno il simbolo del paese che perdeva nome e sede municipale. La torre raffigurata richiama l'antico castello della Gardona (Fortilitium Gardonae) che si trovava a nord dell'abitato di Castellavazzo. Il serpente verde testimonia la presenza dei resti di un tempio dedicato al dio Esculapio. La data 2014 in numeri romani ricorda l'anno di istituzione del nuovo comune. Il campo dello scudo, nello stemma di Castellavazzo completamente rosso, è divenuto partito di azzurro e di rosso e la campagna di verde troncata d'oro, in modo da inserire gli smalti del vecchio emblema di Longarone che erano di oro e di azzurro.
Lo stemma di Longarone precedentemente in uso era stato riconosciuto con D.P.C.M. del 20 marzo 1950 e si blasonava: troncato d'oro e d'azzurro, al leone del primo, linguato di rosso, attraversante. Il gonfalone, concesso con regio decreto del 18 maggio 1942, era un drappo di azzurro.

### Onorificenze

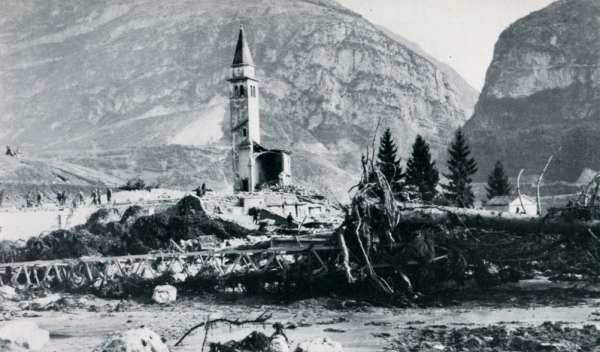

## Monumenti e luoghi d'interesse

Scorcio della parte vecchia di Longarone "superstite" dal disastro, con il settecentesco Palazzo Mazzolà

### Architetture religiose
- Chiesa di Santa Maria Immacolata. Fu realizzata a cominciare dal 1975 su progetto di Giovanni Michelucci. Un insieme di volumi disposti in maniera circolare, chiusi da una struttura metallica che va a formare il campanile. La sede prescelta per la costruzione è quella della vecchia chiesa distrutta anch'essa dalle acque del Vajont. La parrocchia dedicata alla Madonna Immacolata fu fondata nel 1799. Il precedente complesso della Chiesa di Santa Maria Immacolta [1717-1963] (altezza campanile alla croce: 49 m. lunghezza esterna: 47,30 m. larghezza esterna: 22 m. la prima pietra fu posta il 15 settembre 1717, completata nel 1740 fu Consacrata il 26 luglio 1754, divenne parrocchia nel 1799 dopo il distacco dall’antica Pieve di Lavazzo).
- Chiesa dei santi Quirico e Giulitta a Castellavazzo. Antica pieve risalente a prima del IV secolo, ampliata poi sui resti dell'antico castello Laebactium.

Altre chiese di interesse storico e artistico sono l'oratorio di Sant'Elena a Castellavazzo, San Giacomo a Dogna, Santi Fermo e Rustico a Provagna, San Tomaso a Pirago, Sant'Osvaldo a Roggia, San Martino a Fortogna (1861), San Valentino a Igne, San Gottardo a Olantreghe, San Rocco a Podenzoi, Santa Maria Assunta a Codissago.

### Architetture civili
- Palazzo Mazzolà, attuale sede municipale. Venne costruito nel Settecento come residenza di una ricca famiglia di commercianti di legname ed è l'unico edificio di pregio storico-artistico salvatosi dal disastro del Vajont[12].
- Murazzi, imponenti muraglioni posti a monti del centro di Longarone costruiti per fermare le frane e per ottenere maggiore superficie coltivabile.
- Castello della Gardona presso Castellavazzo.

### Musei
- Museo Longarone Vajont - Attimi di Storia
- Museo della Pietra e degli Scalpellini di Castellavazzo[13]
- Expo Archeologica di Castellavazzo
- Museo Etnografico degli Zattieri del Piave a Codissago
- Museo Pietre Vive presso la chiesa parrocchiale di Longarone

### Alberi monumentali
Il territorio comunale di Longarone può contare la presenza di due alberi inseriti nell'elenco degli alberi monumentali d'Italia:
- Sequoia di Faè. Faceva parte del parco di quella che fu la Villa della famiglia Protti. L'onda del Vajont ha scalfito il suo fusto lasciandole una grande "ferita" ancora oggi molto ben visibile.
- Abete bianco di Cajada, detto "la Regina di Cajada" per la sua età e dimensioni.

### Centro storico di Castellavazzo
Pagus Laebactium, antico centro di epoca romana, si sviluppa su una rocca lungo il corso del fiume Piave. Alla sommità un tempo prendeva posto il castello di Lavazzo, sulle sue rovine in seguito è stata ampliata l'antica pieve dei Santi Quirico e Giulitta e poco distante l'oratorio di Sant'Elena. Il centro acquisì notevole importanza per la lavorazione della pietra denominata di Castellavazzo di colore rosa, iniziata nel XV secolo ancora oggi famosa.

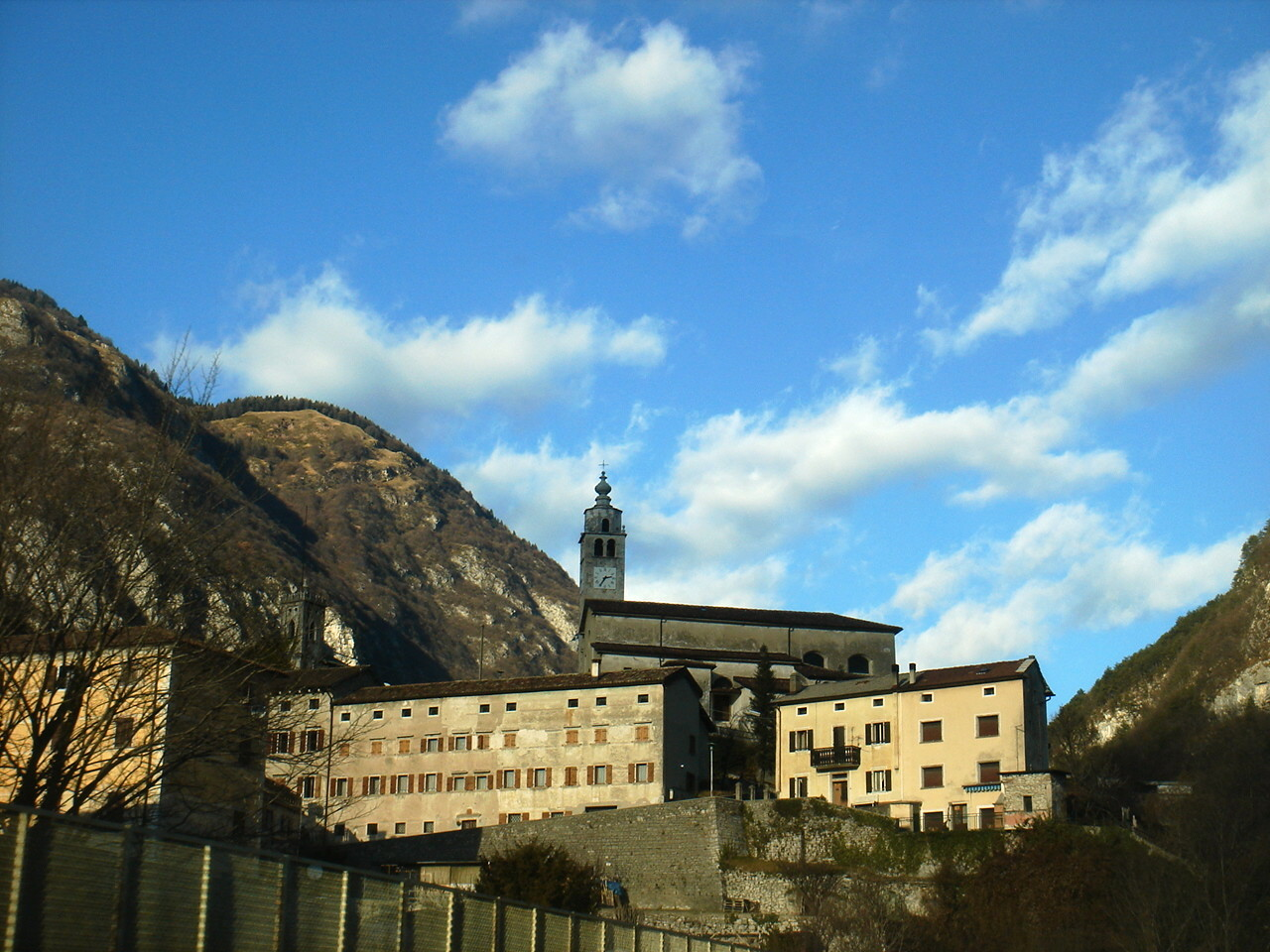
La rocca di Castellavazzo

Di particolare interesse sono piazza della Fontana, via dei Fiori e via Roma che sale sulla rocca. Numerosi edifici sono caratterizzati dalla presenza di decorazioni e manufatti nella pietra locale come i mascheroni che fanno da chiave di volta agli archi degli ingressi dei palazzi. Numerose campagne archeologiche hanno portato alla luce numerosi reperti di epoca romana, conservati oggi nel museo civico di Belluno.
A monte dell'abitato di Castellavazzo, sorgeva la pregevole Villa Malcolm, circondata da un grande giardino. Era nota per aver ospitato molte personalità tra l'inizio e la fine del XIX e XX secolo.

### Luoghi del Vajont
A Fortogna vi è il cimitero delle vittime del Vajont (monumento nazionale), a Longarone il museo Pietre vive (nello spazio ipogeo della chiesa parrocchiale) e a Podenzoi la cappella votiva del Vajont. Pochi sono i luoghi rimasti che testimoniano il passaggio dell'onda: il campanile e l'abside della chiesa di Pirago; in località Faè i resti di quella che fu la Villa Protti, nella cui tenuta è presente la sequoia (inserita nell'elenco degli alberi monumentali d'Italia per il suo valore storico e di rarità botanica) che porta incisa la grande "ferita" inflitta sul suo fusto dal passaggio dell'onda; in località Malcolm sono presenti le vestigia di una palazzina che era pertinenza della grande Villa Malcolm.
A Longarone si trova il Museo Longarone Vajont - Attimi di storia.
A Longarone arriva l'Alta via n. 3 che parte da Villabassa.

## Società

### Evoluzione demografica
Abitanti censiti

## Geografia antropica

### Sviluppo urbanistico dal 1964

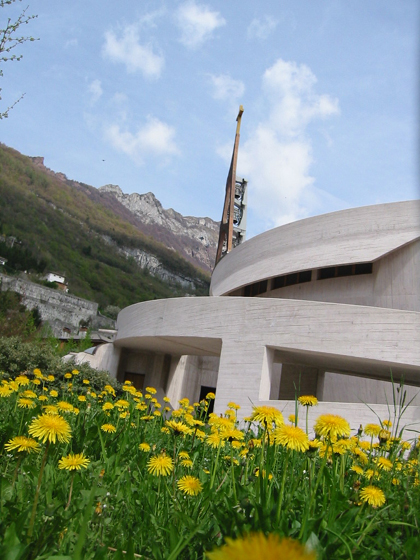
La nuova chiesa dell'Immacolata Concezione della Vergine, di Giovanni Michelucci

Quella che è oggi l'urbanità di Longarone, prende matrice da un piano particolareggiato, approvato nel 1965. Fu il primo piano urbanistico a seguito del disastro del Vajont, caratterizzato da un risultato finale di matrice tradizionale. L'iniziale piano urbanistico di Giuseppe Samonà e del suo gruppo multidisciplinare, comprendente un ambito geografico di ventinove comuni, dagli aspetti tipicamente modernisti e impregnato di nozioni lecorbusieriane, venne limato nei suoi aspetti più innovativi, fino ad assumere una decisa impronta tradizionale e limitato alla sola Longarone.
L'approvazione del Piano passò attraverso uno scontro con il comitato superstiti che si oppose a ogni tentativo modernista, proponendo di contro una ricostruzione dello stato precedente il disastro, con moduli e materiali tipicamente locali. Il comitato ebbe una forza tale da portare l'amministrazione ad avocare a sé il sistema edilizio da innestare sul Piano, lasciando a Samonà l'incarico di redazione del solo Piano. Il nuovo incarico di studio del sistema edilizio venne conferito a Gianni Avon e Francesco Tentori che, seguendo metodi di analisi e ricerca locale, quali sondaggi casa per casa, proposero un innesto conservatore, frammentando i blocchi di Samonà in edifici più piccoli quali case a schiera e mantenendo un profilo tradizionale nei punti storicamente più significativi, come in Via Roma.

## Amministrazione
| Periodo          | Periodo        | Primo cittadino  | Partito                            | Carica      | Note   |
| ---------------- | -------------- | ---------------- | ---------------------------------- | ----------- | ------ |
| 21 febbraio 2014 | 26 maggio 2014 | Carlo De Rogatis | -                                  | Comm. pref. |        |
| 26 maggio 2014   | 27 maggio 2019 | Roberto Padrin   | lista civica Partecipazione comune | Sindaco     | [ 16 ] |
| 27 maggio 2019   | 10 giugno 2024 | Roberto Padrin   | lista civica Partecipazione comune | Sindaco     | [ 17 ] |
| 10 giugno 2024   | in carica      | Roberto Padrin   | lista civica Patto civico          | Sindaco     | [ 18 ] |

Amministrazioni precedenti alla costituzione del nuovo comune:
| Periodo        | Periodo          | Primo cittadino     | Partito                       | Carica  | Note   |
| -------------- | ---------------- | ------------------- | ----------------------------- | ------- | ------ |
| 5 luglio 1985  | 26 maggio 1990   | Gioachino Bratti    | DC                            | Sindaco | [ 19 ] |
| 26 maggio 1990 | 24 aprile 1995   | Gioachino Bratti    | DC                            | Sindaco | [ 20 ] |
| 24 aprile 1995 | 14 giugno 1999   | Gioachino Bratti    | centro-destra (liste civiche) | Sindaco | [ 21 ] |
| 14 giugno 1999 | 14 giugno 2004   | Pierluigi De Cesero | lista civica                  | Sindaco | [ 22 ] |
| 14 giugno 2004 | 8 giugno 2009    | Pierluigi De Cesero | lista civica                  | Sindaco | [ 22 ] |
| 8 giugno 2009  | 21 febbraio 2014 | Roberto Padrin      | lista civica                  | Sindaco | [ 23 ] |

### Gemellaggi
- Bagni di Lucca, dal 1964
- Urussanga, dal 1991

A partire dal 2011 sono stati stipulati anche dei patti di amicizia con le seguenti città:
- L'Aquila
- Tesero
- Kutina
- Caerano San Marco
- Tavarnelle Val di Pesa
- Tempio Pausania